# Otto Rüdiger (Physiker)
Otto Rüdiger (* 19. Juni 1913 in Remscheid; † 6. Oktober 1998) war ein deutscher Physiker, Forscher und Hochschullehrer an der Technischen Universität Braunschweig.

## Leben
Otto Rüdiger war tätig in der Friedrich Krupp GmbH, zunächst als Physiker und später als Leiter der Versuchsanstalt der Widia-Fabrik und danach Mitglied der Geschäftsleitung Zentralinstitut für Forschung und Entwicklung der Friedrich Krupp GmbH. Er beschäftigte sich mit der Entwicklung von Pulvermetallurgischer Werkstoffen und dort insbesondere von Hartmetall. Er lehrte als außerplanmäßiger Professor theoretische Physik an der TU Braunschweig.

## Auszeichnungen
1982 erhielt er vom Gemeinschaftsausschuss Pulvermetallurgie für herausragende Leistungen auf dem Gebiet der Pulvermetallurgie den Skaupy-Preis.

## Schriften
- Über die magnetolastischen Konstanten einer 25%igen Eisen-Chrom-Legierung. In: Metallforschung. Band 2, 270–275, 1947, Nr. 9, S. 482
- Zur Theorie der Magnetisierung einer elastisch verzerrten 25%-Eisen-Chrom-Legierung. In: Zeitschrift für Physik. Band 124, S. 458ff.
- Die Anwendung kernphysikalischer Arbeitsverfahren im Eisenhüttenwesen. In: Stahl und Eisen: Zeitschrift für das Deutsche Eisenhüttenwesen. Hrsg. Verein deutscher Eisenhüttenleute. Band 69, 1949, S. 671ff.
- mit Herbert Krautkrämer, Josef Krautkrämer: Ein Ueberschallgerät zur zerstörungsfreien Werkstoffprüfung. Stahleisen, 1949.